# Ентомофагија
Ентомофагија (од грчког ντομον, éntomon, „инсект“, и φαγεῖν, phagein, „јести“) је пракса једења инсеката. Алтернативни термин је инсектојед. Термини за организме који практикују ентомофагију су ентомофаге и инсектоједи.
Ентомофагија се понекад дефинише тако да укључује и исхрану чланконошцима као што су пауци и стоноге, поред инсеката; једење паукова се још назива и арахнофагија.

## Код других организама
Ентомофагија је широко распрострањена међу многим животињама, укључујући примате који нису људи.  Животиње које се првенствено хране инсектима називају се инсектоједи.
Инсекти, нематоде и гљиве које добијају своју исхрану од инсеката се понекад називају ентомофагима, посебно у контексту примјена биолошке контроле. Они такође могу прецизније да се класификују на предаторе, паразите или паразитоиде, док вируси, бактерије и гљиве које расту на или унутар инсеката такође могу да се назову ентомопатогеним.

## Код људи
Ентомофагија је научно описана као широко распрострањена међу нељудским приматима и уобичајена међу многим људским заједницама. Научни термин који описује праксу једења инсеката од стране људи је антропоентомофагија. Јаја, ларве, лутке и одрасле јединке одређених инсеката људи су јели од праисторије до данас.
Око 3,000 етничких група практикује ентомофагију. Једење инсеката од стране људи уобичајено је у културама у већини дјелова свијета, укључујући Централну и Јужну Америку, Африку, Азију, Аустралију и Нови Зеланд. Око 80% држава на свијету једе инсекте, од 1,000 до 2,000 врста. ФАО је регистровао око 1,900 врста јестивих инсеката и процјењује да је 2005. године било око двије милијарде потрошача инсеката широм свијета. ФАО предлаже једење инсеката као могуће рјешење за деградацију животне средине узроковану сточарском производњом.
У неким друштвима, првенствено у западним државама, ентомофагија је неуобичајена или табу. Данас је једење инсеката неуобичајено у Сјеверној Америци и Европи, али инсекти остају популарна храна у другим дјеловима свијета, а неке компаније покушавају да уведу инсекте као храну у западну исхрану.
Инсекти који се користе у храни укључују ларве и лутке медоносних пчела, црве мопане, свилене бубе, магуи црве, ларве личинке, цврчке, као и двије врсте скакаваца — Chapulines из рода Sphenarium и Locust. На Тајланду постоји око 20,000 фармера који узгајају цврчке, производећи око 7,500 тона годишње.